# اوریو لینکو
اوریو لینکو (فنلاندی: Yrjö Linko; ۱ فوریهٔ ۱۸۸۵ – ۲۲ مارس ۱۹۳۴) ژیمناست اهل فنلاند بود.
وی در مسابقات کشوری و بین‌المللی در مجموع برندهٔ ۱ مدال برنز شده‌است.